# Rezolucija Vijeća sigurnosti UN-a 1016
Rezolucijom Vijeća sigurnosti UN-a 1016, jednoglasno usvojenom 21. rujna 1995., nakon podsjećanja na sve rezolucije o situaciji u bivšoj Jugoslaviji, Vijeće je pozvalo na veće napore kako bi se postiglo sveobuhvatno političko rješenje sukoba u Bosni i Hercegovini i zahtijevalo da i BiH i Hrvatska prekinu ofenzivu u Zapadnoj Bosni.
Vijeće je bilo zabrinuto što je situacija u Bosni i Hercegovini izazvala humanitarnu krizu, posebno zbog nedavnih borbi, gubitaka života, velikog broja izbjeglica i raseljenih osoba i patnje među civilnim stanovništvom kao rezultata vojnih akcija. Također je izrazilo žaljenje zbog žrtava koje su pretrpjeli danski mirovnjaci i uputio sućut obiteljima poginulih. U tom smislu sve su strane pozvane na prekid neprijateljstava i poštivanje primirja.
Države članice uključene u promicanje cjelokupnog mirnog rješenja u regiji pozvane su da intenziviraju svoje napore u suradnji s agencijama za humanitarnu pomoć, uz napomenu da ne može biti vojnog rješenja za sukob u Bosni i Hercegovini. Glavni tajnik bio je dužan što prije Vijeću dostaviti dodatne informacije o humanitarnoj situaciji.

## Vanjske poveznice
| Wikizvor | Engleski Wikizvor ima izvorni tekst na temu: United Nations Security Council Resolution 1016 |

- Text of the Resolution at undocs.org